# Beca Ramón y Cajal
L'ajut del contracte tenure-track Ramón y Cajal (RyC) està finançat pel Ministeri de Ciència espanyol. La finalitat d’aquest ajut és promoure la incorporació de personal investigador amb una trajectòria destacada, amb l’objectiu de que adquireixi les competències i capacitats que li permetin obtenir un lloc de caràcter estable en un organisme de recerca del Sistema espanyol de ciència, tecnologia i innovació. La convocatòria incentiva la incorporació de personal investigador que ha desenvolupat durant un determinat període la seva activitat professional a l’estranger. Va ser creada el 2001 i, juntament amb l'ajut  Juan de la Cierva, és l'ajut de recerca amb finançament nacional més prestigiosa per seguir una carrera científica a Espanya. De fet, es considera la principal estratègia d'atracció de talent per a Espanya per contrarestar la seva fuga de cervells científics.
Entre els becats, s'inclouen Carlota Escutia Dotti, Brian Vohnsen, Aditi Sen De, Mayo Fuster Morell, Carolina Mallol, Mercedes Vila, Maritza Lara-López, Nanda Rea, Mercedes López-Morales.